# Homestead Acts
A Homestead Acts több olyan törvény volt az Amerikai Egyesült Államokban, amelyekkel egy kérelmező tulajdonjogot szerezhetett kormányzati földterületre vagy közterületre, amelyet jellemzően homestead-nek neveztek. Összesen több mint 160 millió acre (650 ezer km²; 250 ezer négyzetmérföld) állami földet, vagyis az Egyesült Államok teljes területének közel 10 százalékát adták ingyen 1,6 millió homesteadernek; a legtöbb homestead a Mississippi folyótól nyugatra volt.
A homestead-elv jogi kiterjesztése, a Homestead Acts az északiak szabadföld-politikájának kifejeződése volt, akik azt akarták, hogy az egyéni farmerek birtokolják és üzemeltessék saját farmjaikat, szemben a déli rabszolgatartókkal, akik nagy földterületeket akartak felvásárolni és rabszolgamunkát használni, ezáltal kiszorítva a szabad fehér farmereket.

## Háttér
Az Egyesült Államok földadomány-törvényei (Homestadt Acts), amelyek hasonlóak a Homestead Acts-hez, már az amerikai polgárháború előtt is felmerültek északon azon republikánusok részéről, akiket a demokraták rendszeresen megakadályoztak a Kongresszusban. A demokraták azért akarták, hogy a nyugati területek a rabszolgatartók számára legyenek megvásárolhatóak. Az 1860-as Homestead Actot elfogadták a Kongresszusban, de James Buchanan, az akkori elnök, aki demokrata volt, megvétózta. Az Egyesült Államok déli államai az Unióból való kiválásuk után, 1861-ben (és miután a képviselőik elhagyták a Kongresszust), elfogadták a törvényt, amelyet Abraham Lincoln elnök írt alá 1862. május 20-án. Daniel Freeman volt az első személy, aki kérelmet nyújtott az új törvény értelmében.
1862 és 1934 között az amerikai kormány 1,6 millió birtokot adományozott és 270 millió hektár (420 000 négyzetmérföld) szövetségi földet osztott ki magánkézbe. Ez az összes amerikai föld 10%-a volt. A földadományozás 1976-ban megszűnt, kivéve Alaszkában, ahol 1986-ig folytatódott. Az eljárás megkezdőinek körülbelül 40%-a képes volt befejezni az eljárást és kis összegű pénzdíjat fizetve birtokba venni földjüket. A földadomány-törvények kimerítették az őslakos amerikai erőforrásokat, mivel a szövetségi kormány sok olyan földet vett el tőlük, amelyen ők alapozták megélhetésüket, majd ezt az elvett területet eladták az új telepeseknek.

## Története

### Az 1841-es Preemption Act
Az előzőlegi eljárás szerint a közterületeket a legmagasabb ajánlattevőnek adták el nyilvános árveréseken, ami megnehezítette az egyéni telepeseknek, hogy saját céljaikra vásároljanak földet. A törvény lehetővé tette, hogy a telepesek olcsóbb áron vásároljanak földet, és lehetőséget kapjanak arra, hogy otthont alapítsanak és új életet kezdjenek a nyugati területeken. A Preemption Act értelmében a telepeseknek legalább 14 hónapig az adott területen kellett élniük, és fejleszteniük kellett azt, például házat építeni vagy növényeket ültetni. Miután ezek a feltételek teljesültek, a telepesek vásárolhatták meg a földet minimális áron, amely 1,25 (mai árfolyamon 47,28) dollár volt holdanként. Az 1841-es Preemption Act fontos törvény volt, amely elősegítette az Amerikai Egyesült Államok nyugati terjeszkedését. Lehetővé tette a hétköznapi telepesek számára, hogy földet vásároljanak és otthont alapítsanak a nyugati területeken, ezáltal hozzájárulva az ország bővítéséhez és az új telepesek bevonásához a gazdasági életbe. A törvény számos fontos következménnyel járt, beleértve azt is, hogy a területi igények növekedtek, ami elősegítette a nyugati területek kolonizációját.
Azonban az Preemption Act nem volt mentes vitáktól. A törvény megkérdőjelezhető kiterjesztéseit is vitatták, melyek lehetővé tették a törvény hatálya alá nem tartozó területek elfoglalását is. Az egyik legnagyobb probléma a Preemption Acttel az volt, hogy a nagyobb gazdálkodók nagyobb mennyiségű földet tudtak fejleszteni és eladni, mint az egyéni telepesek. Ez a törvény támogatta a nagyobb telepeseket, ami megnehezítette az egyének számára, hogy versenyképesek legyenek a piacokon. Emellett a kisebb területeknek köszönhetően az egyéni telepesek kevesebb bevételre számíthattak, és kevésbé tudtak versenyezni a nagyobb telepesekkel. Emellett, az Preemption Act törvényeinek vitatott kiterjesztése miatt több konfliktus is kialakult az Egyesült Államok nyugati területein. A törvény lehetővé tette, hogy a telepesek földet vásárolhassanak az állami tulajdonban lévő területeken, amelyek nem tartoztak az előzőlegi törvény hatálya alá. Ez a lehetőség arra ösztönözte az egyéni telepeseket, hogy a törvény hatályán kívüli területekre költözzenek, ami néha konfliktusokhoz vezetett a területi hatóságokkal és a helyi indián törzsekkel.